# Georg Bleibtreu
Georg Bleibtreu (27 de marzo de 1828-16 de octubre de 1892) fue un pintor alemán de escenas militares e históricas.

## Biografía
Nacido en Xanten el 27 de marzo de 1828, Bleibtreu fue pintor, litógrafo, diseñador y grabador sobre madera. Fue un miembro de la Academia de Berlín, recibiendo dos medallas de oro por sus obras; también recibió una medalla en Viena en 1873. Como muchos pintores históricos del siglo XIX, estudió en la Academia de Düsseldorf entre 1843 y 1848, y también con el pintor de historia militar Theodore Hildebrandt. Es asociado con la escuela de pintura de Düsseldorf. En 1858 se trasladó a Berlín.
Su reputación fue construida sobre grandes lienzos que mostraban los ejércitos prusiano y alemán en batalla, y pintó numerosas escenas de la guerra de Schleswig-Holstein de 1864, la guerra austro-prusiana de 1866, y la guerra franco-prusiana. El trabajo de fondo de estas pinturas fue hecho sobre el campo mientras el artista acompañaba a los ejércitos; en 1866, viajó en el séquito del Príncipe Federico Carlos de Prusia hasta agosto cuando retornó a Berlín con una cartera de esbozos tomados en el frente. En 1870, acompañó al Príncipe de la Corona. Tras el éxito de la guerra contra Dinamarca, el rey prusiano invitó a artistas en diciembre de 1864 para competir por un premio de 10.000 táleros por pintar un gran lienzo representando la victoria en Düppel, la pieza ganadora sería enviada a la Galería Nacional en Berlín. Uno de los requisitos era que el artista tenía que estar familiarizado con la materia y tener experiencia en la guerra. La pieza de Bleibtreu fue comprada por el rey en 1865, y posteriormente también encargó al artista la pintura del Cruce de Alsen.

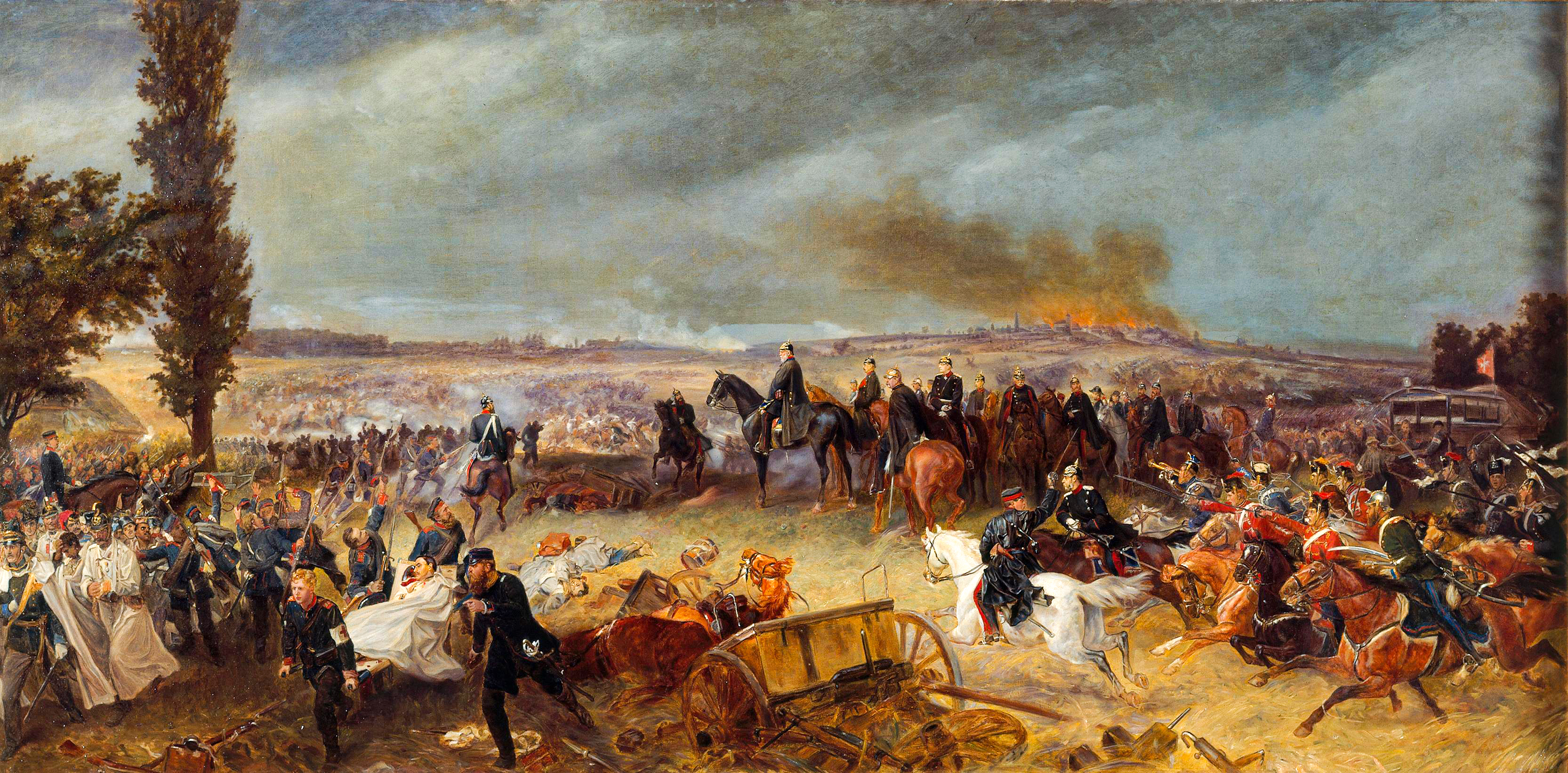
Batalla de Königgrätz de Bleibtreu, óleo sobre lienzo de 1866, Deutsches Historisches Museum en Berlín.

Su pintura de la batalla de Königgrätz representaba al rey Guillermo sobre un caballo negro con su séquito, Bismarck, Moltke, Roon, y otros, observando la batalla, en un primer plano hay un destacamento de austríacos capturado. Este estilo impregnaba muchas de las obras de Bleibtreu donde el foco estaba en el comandante, que a menudo era un miembro de la familia real alemana, rodeado por sus soldados en batalla; esto es porque a menudo la pintura era una comisión del personaje retratado.
Poco después del fin de la guerra contra Francia, estableció un estudio en una tranquila ala del Palacio de Versalles para comenzar el trabajo en dos pinturas, una representando al Príncipe de la Corona de Prusia en Wörth, y la otra del rey Guillermo en la batalla de Sedán. En 1876, exhibió dos escenas prusianas de guerra en la Academia Real en Berlín.
Bleibtreu murió en Charlottenbourg el 16 de octubre de 1892. Su obra es raramente vista hoy en día, y algunas de sus pinturas fueron destruidas en la II Guerra Mundial, aunque algunas imágenes de sus obras pueden verse en historias de varias guerras alemanas, e historias regimentales. Fue el padre del crítico literario Karl Bleibtreu.

## Pinturas
- Batalla de Kolding (1852)
- Destrucción del Cuerpo Turner de Kiel en Flensburg (1852)
- Batalla de Grossbeeren en el Katzbach (1857)
- Batalla de Aspern
- El Duque Fernando de Brunswick en la Batalla de Crefeld (1858)
- Episodio de la Batalla de Waterloo (1858)
- Escaramuzas sobre Königshugel en Oeversee
- Soldados cruzando a Alsen en 1864
- Batalla de Königgrätz
- Carga del 12º Regimiento Turingio de Húsares en Rosberitz durante la Batalla de Königgrätz
- En Emperador en la Batalla de Vionville
- En Loigny, 2 de diciembre de 1870
- El Encuentro de von Moltke y Wimpfen la Tarde antes de Sedán
- Rendición de Napoleón III después de Sedán
- Los Bávaros ante París
- El Rey Guilllermo cerca de una Batería ante París
- El Príncipe de la Corona Alberto de Sajonia en la Batalla de Gravelotte, 18 de agosto de 1870
- El Rey Guillermo después de la Batalla de Gravelotte
- Huida de Napoleón después de la Batalla de Waterloo (1878)
- Ataque del Cuerpo Sajón en St. Privat (1880)
- Asalto de Fröschweiler por Tropas de Wurtemberg (1880)
- La Convocatoria en 1813 (1881)
- York en Wartenburg, 1813